# Geboorte van Christus (Geertgen tot Sint Jans)
Geboorte van Christus, ook wel Geboorte van Christus, 's nachts of  Nachtelijke geboorte genaamd, is een schilderij toegeschreven aan de Nederlandse kunstschilder Geertgen tot Sint Jans, olieverf op paneel, 34 x 25,3 centimeter groot, mogelijk geschilderd rond 1490. Het werk behoort sinds 1925 tot de collectie van de National Gallery te Londen.

## Context
Over Geertgen tot Sint Jans zijn nauwelijks meer biografische gegevens bekend, anders dan dat hij uit Haarlem kwam en daar lid was van het broederschap van Sint-Jan. Het hier besproken paneel Nachtelijke geboorte is hem dan ook toegeschreven op basis van overeenkomsten met werken die volgens zeventiende-eeuwse bronnen van zijn hand zijn. Duidelijk is wel dat het stuk aan alle kanten is verkleind. Mogelijk is het afkomstig van een altaarstuk. Het was in vroeger eeuwen niet ongebruikelijk dat schilderijen op groot formaat werden verkleind met het oog op privégebruik. Merkwaardig genoeg geven de afkortingen die het gevolg zijn van het verkleinen in het huidige formaat de suggestie van het schilderij als een venster op de werkelijkheid. De engelen links verdwijnen achter de lijst.

## Afbeelding
Nachtelijke geboorte toont het oertafereel van de geboorte van Christus. Maria aanbidt teder haar kindje. Rechts achter haar, in het halfduister, wendt ook Jozef zich eerbiedig naar het kleine wezentje, met zijn hand op zijn hart. Vijf engelen bevinden zich links van de kribbe. De os en de ezel nemen met enorme koppen hun plaats in vlak boven de kribbe.
Met verwonderde blikken kijken alle figuren naar het "licht van de wereld", dat naakt, gaaf en kalm in een kribbe ligt. Het kind straalt een bovennatuurlijk licht uit dat de trots over hem gebogen moeder Maria verlicht en haar een serene aanblik geeft. De engelen die aan het andere uiteinde van de kribbe staan, lijken diep onder de indruk; drie van hen vouwen hun handen in een devoot gebaar. Jozef staat op de achtergrond, in het halfdonker, wellicht ten teken dat hij niet de vader van het kindje is. De ezel en de os die ook gefascineerd naar de baby kijken, staan eveneens in het donker: ook hun rol is van ondergeschikt belang. Boven aan de hemel, op de achtergrond, verkondigt een kleine engel de blijde boodschap aan een groep herders en wordt het spel met licht en schaduw, op een kleinere schaal herhaald.

#### Visioenenthema

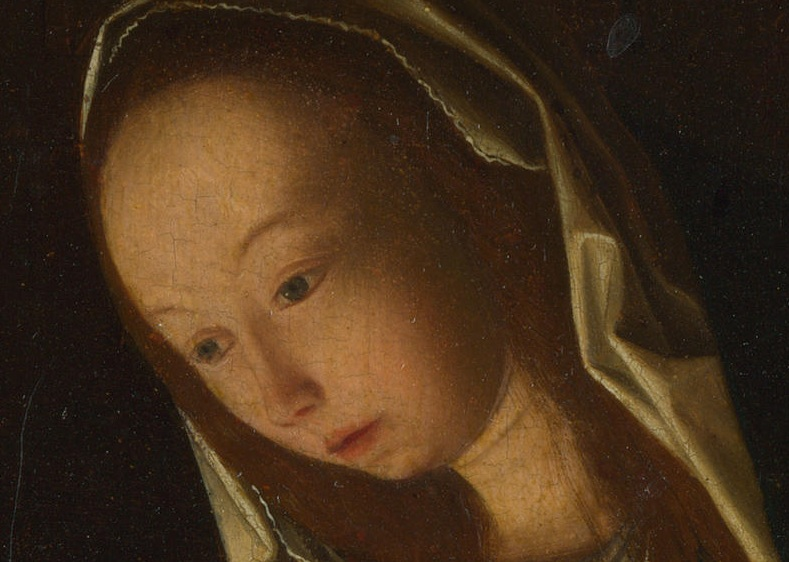
Detail, Maria

Een belangrijk thema van het schilderij wordt bepaald door visioenen. Zo is er een onmiskenbare verwijzing naar het visioen van de veertiende-eeuwse heilige Birgitta van Zweden. Birgitta was volgens de legende getuige van de pijnloze geboorte van Christus en de aanbidding van het Christuskind. Daarbij straalde het kind dermate veel licht uit dat het licht van de kaars die de heilige Jozef in zijn hand hield overstemde. Daarnaast kan gewezen worden op het visioen van de herders, die in de bergen op de achtergrond hun ogen beschermen tegen het felle licht, uitgestraald door de kleine engel aan de hemel die die de komst van de Messias aankondigt.

#### Licht in het donker
Opvallend is de donkerte van het schilderij. De nacht is koud en gitzwart, slechts doortrokken door een enkele verafgelegen ster. Jezus rijdt een wereld vol duisternis binnen, een nacht "waarin degene die in het donker ervan loopt, struikelt omdat hij geen licht heeft" (Johannes, 11:10). Deze kille donkerte maakt dat des te duidelijker dat het Christuskind het "Licht der wereld" is. Als een stralende lichtbron ligt hij in zijn kribbe. De zachte glans van het licht die het schilderij overgiet is vooral van hem afkomstig. Een kleinere lichtbron komt van de engel aan de hemel, nog zwakkere van de kaars die Jozef waarschijnlijk vasthoudt (door de verkleining buiten beeld gevallen) en het vuur van de herders.

#### Noord-Nederlands karakter
Merkwaardig is dat Jezus zo klein wordt weergegeven. Weliswaar kwamen dit soort verkleiningen in die tijd wel vaker voor op schilderwerken, maar het heilige werd dan meestal net groter afgebeeld. Mogelijk heeft dit te maken met de Noord-Nederlandse nederigheid in de toenmalige geloofsopvattingen: de mens moet worden als Het Christuskind, klein, kwetsbaar en dienstbaar. Het paneeltje ademt daarmee nadrukkelijk de verstilde aandacht van de Christelijke devotie uit. Het heeft een intensiteit die vergelijkbaar is met die van een icoon, dat diep moet doordringen en moet aanzetten tot aanbidding. Maria en de engelen aanbidden het kind als onderdeel van de heilige drie-eenheid: ze vouwen ze hun handen tot een driehoek: een tafereel dat betovert en ontroert.
Diverse kunsthistorici, waaronder de Duitser Max Jakob Friedländer (1867-1958) wijzen op het typisch Noord-Nederlandse karakter van het schilderij. Innigheid en soberheid staan centraal. Het goddelijke licht wordt op geen enkele wijze gesuggereerd door uiterlijke sierlijkheid, maar wordt vooral zichtbaar door het doordacht modelleren van de duisternis. Zijn gebruik van lichteffecten en het sonore kleurgebruik doen denken aan het werk van Rembrandt van Rijn en andere zeventiende-eeuwse Nederlandse schilders. Voor alles wordt gestreefd naar een uitbeelding van zuiverheid, harmonie en bovenal menselijke bewogenheid. De uitbeelding van emotie is voor de tijd waarin het werk geschilderd werd buitengewoon en uniek te noemen.

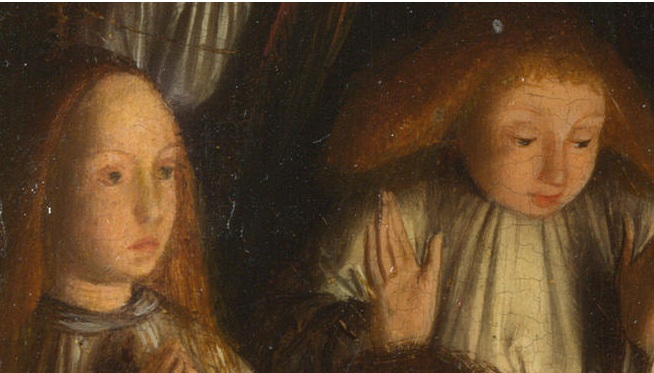
Detail, twee engelen

## Historie
Nachtelijke geboorte werd in de negentiende eeuw verworven door de Duitse kunstverzamelaar Richard von Kaufmann. In 1917 werd het op een veiling van diens werk aangekocht door de Nederlandse koffiehandelaar Michiel Onnes. Deze achtte het "het beste wat er resteert van de Noord-Nederlandse schilderkunst uit de Middeleeuwen", alsook: "Een stukje, hetwelk door zijn fijnheid van opvatting, zijn kinderlijke eenvoud, zijn meesterlijke behandeling mijns inziens bij geen kunstwerk ter wereld behoefde ten achter te staan". In 1921 verkocht hij het paneel echter weer op een veiling, waar het tachtigduizend gulden opbracht, een toentertijd ongekend bedrag voor een zo klein schilderij. In 1925 werd het na enkele korte omzwervingen verworven door de National Gallery, waar het zich nog steeds bevindt.